# Quinton Rose
Quinton Rashod Rose (Rochester, Nueva York, 26 de enero de 1998) es un baloncestista estadounidense que pertenece a la plantilla de los Austin Spurs de la G League. Con 2,03 metros de estatura, juega en la posición de escolta.

## Trayectoria deportiva

### Universidad
Jugó cuatro temporadas con los Owls de la Universidad del Temple, en las que promedió 14,4 puntos, 4,3 rebotes, 2,5 asistencias y 1,8 robos de balón por partido. En su primera temporada fue incluido en el mejor quinteto rookie de la American Athletic Conference, y en las dos últimas lo fue en el segundo mejor quinteto de la conferencia. Fue incluido además en el mejor quinteto de la Philadelphia Big Five en 2020.

#### Estadísticas
| Año     | Equipo | PJ  | PT  | MPP  | %TC  | %3P  | %TL  | RPP | APP | ROB | TPP | PPP  |
| ------- | ------ | --- | --- | ---- | ---- | ---- | ---- | --- | --- | --- | --- | ---- |
| 2016–17 | Temple | 32  | 6   | 24.8 | .434 | .296 | .689 | 4.1 | 1.9 | 1.5 | .4  | 10.1 |
| 2017–18 | Temple | 33  | 32  | 32.2 | .434 | .345 | .653 | 4.3 | 2.3 | 1.5 | .2  | 14.9 |
| 2018–19 | Temple | 33  | 33  | 34.6 | .408 | .275 | .685 | 3.8 | 2.5 | 2.2 | .2  | 16.3 |
| 2019–20 | Temple | 31  | 31  | 33.4 | .368 | .270 | .792 | 5.0 | 3.5 | 2.0 | .7  | 16.4 |
| Total   | Total  | 129 | 102 | 31.3 | .408 | .297 | .717 | 4.3 | 2.5 | 1.8 | .4  | 14.4 |

### Profesional
Tras no ser elegido en el Draft de la NBA de 2020, firmó un contrato a prueba con los Sacramento Kings, pero fue despedido el 11 de diciembre sin llegar a debutar. El 4 de marzo de 2021 fue fichado por los Westchester Knicks de la G League.
El 8 de junio de 2023, Rip City Remix seleccionó a Rose en el Draft de expansión de la NBA G League 2023-24, y el 30 de octubre firmó contrato con el equipo. Sin embargo, fue despedido el 19 de enero de 2024.
El 8 de marzo de 2024 se unió a los Delaware Blue Coats. El 12 de abril de 2024 firmó con los Ostioneros de Guaymas del Circuito de Baloncesto de la Costa del Pacífico.
El 28 de octubre de 2024 se reincorporó a los Blue Coats, pero fue despedido el 13 de noviembre antes de jugar para el equipo.
El 11 de diciembre de 2024 firmó con los Austin Spurs.